# 布劳博伊伦修道院
布劳博伊伦修道院（德語：Kloster Blaubeuren）是德国巴登-符腾堡州布劳博伊伦的一座最初由本笃会創建的修道院，目前為新教修道院。该修道院于1085年由Rück和蒂宾根伯爵创立。宗教改革發生後，該修道院轉為新教修道院，1535年，原先的天主教徒被驅逐出修道院。1563年，該修道院負責人首次由新教徒擔任。三十年战争期間，天主教徒一度返回該修道院，但天主教徒最終再次被驅逐。

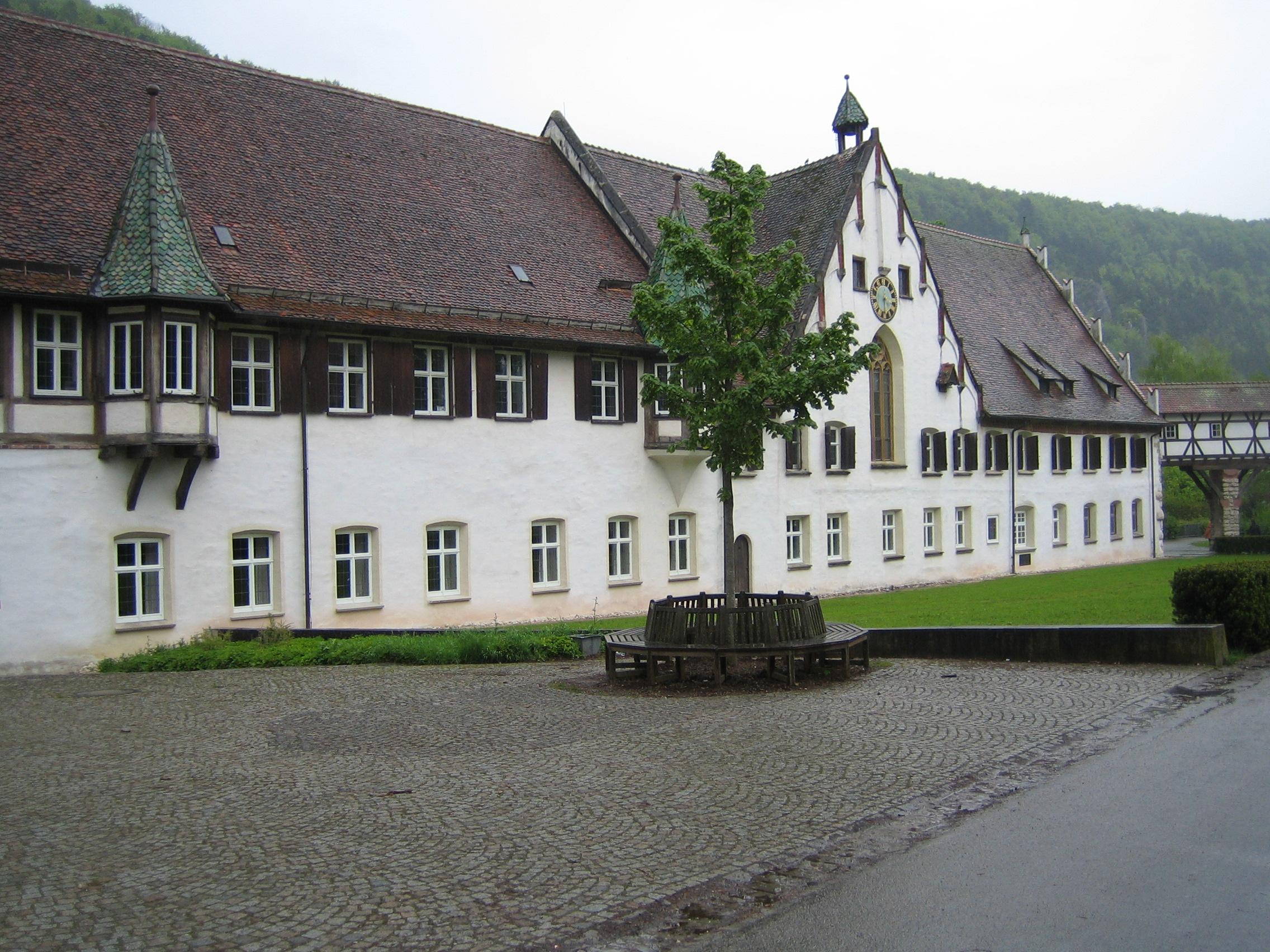
布劳博伊伦修道院

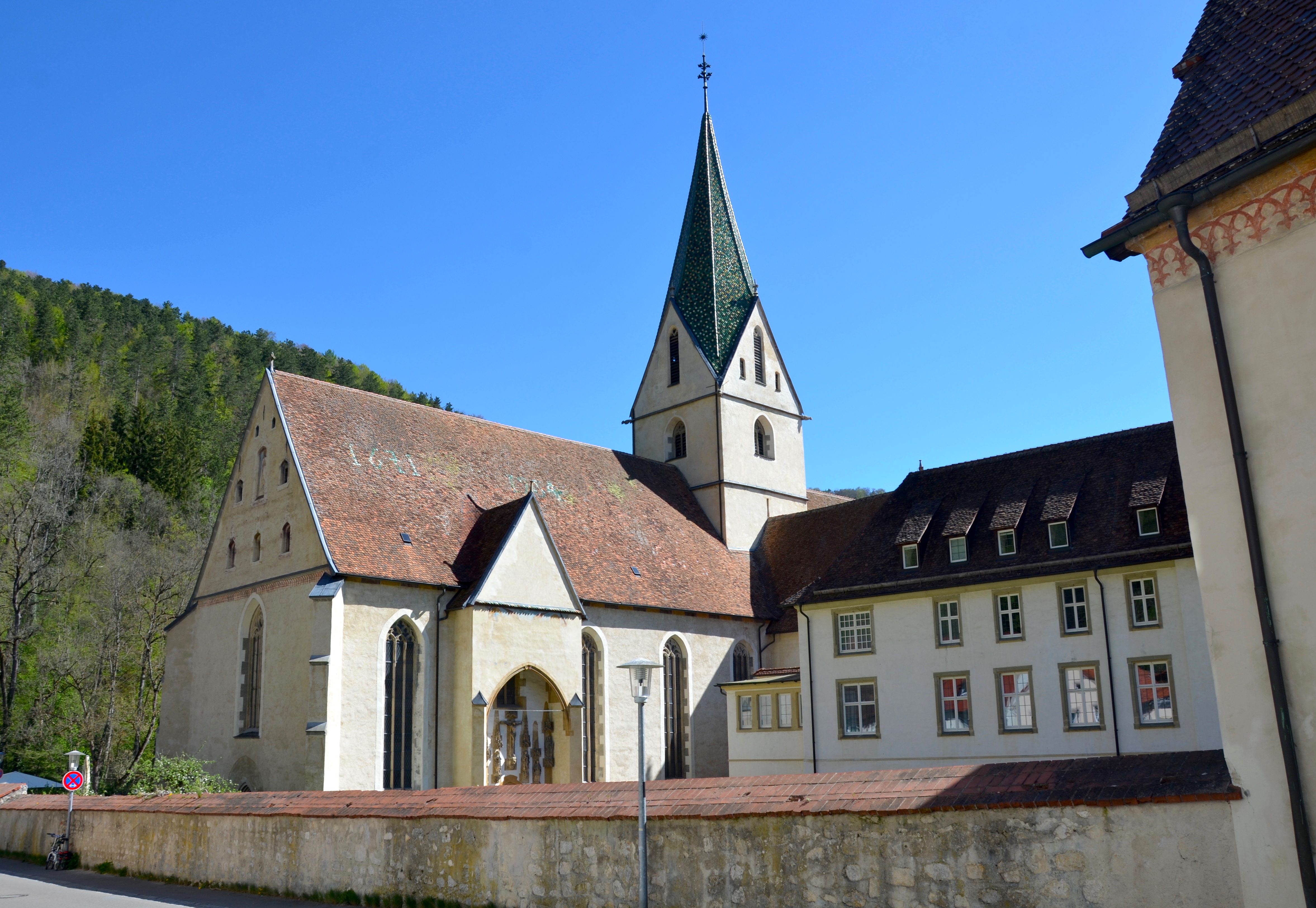
布劳博伊伦修道院